# Monoplacophora
Los monoplacóforos (Monoplacophora) son una clase de moluscos primitivos que se consideraba extintos, ya que se conocía el grupo por fósiles del período Cámbrico y Devónico, hasta que en 1952 se encontraron ejemplares vivos del género Neopilina los cuales se extrajeron de una profunda fosa submarina en las costas de Costa Rica en América Central. 
Desde el descubrimiento en 1952 de Neopilina,  se han recogido ejemplares de Monoplacophora de diferentes especies, pero siempre en aguas profundas (2.000 a 7.000 m de profundidad). Se han encontrado especies de Neopilina en el Océano Pacífico Oriental, Océano Atlántico Meridional y Golfo de Adén.
Al grupo de los Monoplacophora se les considera como el grupo basal del cual derivaron los moluscos de las clases Gastropoda, Bivalvia y Cephalopoda.

## Morfología general

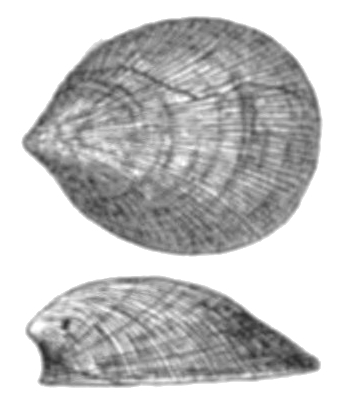
Helcionopsis striata

Los monoplacóforos son moluscos de simetría bilateral con pseudometamerismo y con una concha simple tipo pateliforme la cual cubre al palio, y se extiende totalmente sobre el dorso del animal. En general, los Monoplacophora se asemejan a los Polyplacophora, pero con seis pares de nefridios dispuestos metaméricamente, que descargan desechos a través de nefridioporos asociados con cinco o seis pares de branquias simples (dependiendo de la especie), dispuesta de manera alterna con ocho pares de músculos dorsoventrales, los cuales están adheridos a la concha y pie.
El celoma, que es algo grande, consiste de una cavidad pericardial caudal y en la cual se hallan dos pares de gonoceles ventrales grandes. El sistema circulatorio consiste principalmente de aurículas pares que drenan en ventrículos (también pares), uno cada lado del intestino. El sistema digestivo es similar al observado en el resto de los moluscos.
El sistema reproductor (carente de glándulas accesorias ni órganos copuladores) consiste de dos pares de gónadas grandes (una en cada gonocele) las cuales desembocan respectivamente en el tercer y cuarto nefridios, saliendo los gametos a través de los gonoporos.

## Taxonomía y sistemática
Los monoplacóforos son un grupo pequeño, primitivo y sus registros son hallazgos para la ciencia como resultado de expediciones científicas. Esta clase contiene actualmente 20 especies vivientes, distribuidas en 7 géneros.

### Clasificación de la clase Monoplacophora
- Clase Monplacophora Odhner, 1940.
  - Orden Monoplacophorida Wenz & Knight, 1952 o Tryblidiida Lemche, 1957
    - Superfamilia Tryblidioidea Pilsbry, 1899.
      - Familia Neopilinidae Knight & Yochelson, 1958.
        - Género Neopilina Lemche, 1957.
          - Especie Neopilina galathaea Lemche, 1952.
          - Especie Neopilina adenensis Tebble, 1967.
          - Especie Neopilina oligothopha
          - Especie Neopilina zografi (Dautzenberg & Fischer, 1896).

        - Género Micropilina
          - Especie Micropilina arntzi Warén & Hain, 1992

        - Género Rokopella
        - Género Veleropilina
          - Especie Veleropilina veleronis

      - Familia Vemidae Moskalev et all, 1983.
        - Género Vema Clark & Menzies, 1959.
          - Especie Vema bacescui Menzies, 1968.
          - Especie Vema ewingi Clark & Menzies, 1959.

      - Familia Monoplacophoridae Moskalev et all, 1983.
        - Género Monoplacophorus Moskalev et all, 1983. 
          - Especie Monoplacophorus zenkevitchi Moskalev et all, 1984.

      - Familia Laevipilinidae Moskalev et all, 1983.
        - Género Laevipilina McLean, 1979.
          - Especie Laevipilina cachuchensis Urgorri, García-Álvarez y Luque, 2005.
          - Especie Laevipilina hyaline McLean, 1979.
          - Especie Laevipilina antarctica
          - Especie Laevipilina rolani Warén & Bouchet, 1990.

      - Familia Trybliidae (†)